# Prangos scabra
Prangos scabra är en flockblommig växtart som beskrevs av Nábe$klek. Prangos scabra ingår i släktet Prangos och familjen flockblommiga växter. Inga underarter finns listade i Catalogue of Life.